# Gillan (Band)
Gillan war eine englische Rock- und Metal-Band, die 1978 von dem ehemaligen Deep-Purple-Sänger Ian Gillan gegründet wurde. Die Gruppe vereinte den typischen Hard-Rock-Sound von Deep Purple mit neuen Elementen aus der New Wave of British Heavy Metal und veröffentlichte zeit ihres Bestehens sechs erfolgreiche Alben. 1982 löste Ian Gillan die Band auf.

## Geschichte

### Die Anfänge
Ian Gillan gründete die Band Gillan, die ebenso wie Rainbow und Whitesnake als Nachfolgeband von Deep Purple verstanden werden kann, im Juni 1978 gemeinsam mit dem Keyboarder Colin Towns als Nachfolgeprojekt seiner Ian Gillan Band, die zwischen den Jahren 1975 und 1978 eine Mischung aus Jazz und Rock gespielt hatte. Das erste Line-up bestand zusätzlich aus dem Gitarristen Steve Byrd, dem Schlagzeuger Liam Genockey und dem Bassisten John McCoy. In dieser Formation produzierte die Band ihr Debütalbum, das als Gillan oder auch als The Japanese Album zitiert wird und im Oktober 1978 nur in Japan in den Verkauf gelangte. Nach dem Livedebüt Ende 1978 beim Reading and Leeds Festival, ersetzte Bernie Tormé den bisherigen Gitarristen Steve Byrd und Mick Underwood den kurzzeitigen Schlagzeuger Pete Barnacle. Ursprünglich sollte der Deep-Purple-Musiker Ian Paice am Schlagzeug spielen, der aber absagte und somit den Weg für das Ex-Episode-Six-Mitglied (damals mit Ian Gillan) Underwood freimachte. Mit den beiden Wechseln wurde der Klang der Band wilder und härter und gelangte dadurch mehr in die von Gillan forcierte Richtung Heavy Metal.

### Die klassische Besetzung
1979 nahm Gillan in der klassischen Besetzung Gillan, Towns, Tormé, McCoy und Underwood ihr Album Mr. Universe auf, das mehrere Songs aus dem Debütalbum beinhaltet. Das Album wurde von Acrobat Records produziert, verblieb aber aufgrund der Pleite des Labels auf Position 11 der britischen Album-Charts stehen. Es profitierte von der aufkommenden New-Wave-of-British-Heavy-Metal-Bewegung (NWoBHM) und enthält neben dem Titeltrack Mr. Universe die für die damalige Zeit sehr schnell gespielten Lieder Secret of the Dance, Roller und Message in a Bottle. Danach ging die Band einen Multi-Album-Vertrag mit Virgin Records ein. 1980 erschien das Album Glory Road, das die Chartposition 3 und den Silber-Status in Großbritannien erreichte. Das Album erschien am Höhepunkt des NWoBHM und beinhaltet Genretypische Stücke wie Unchain your Brain, Running, White Face, City Boy und Sleeping on the Job. Mit Glory Road wurde in geringerer Stückzahl das Bonusalbum For Gillan Fans Only ausgeliefert. Das nachfolgende Studioalbum Future Shock mit dem Rap-Rock-Stück No Laughing in Heaven sowie den metallischen (The Ballad Of) The Lucitania Express und Sacre Bleu und einer Coverversion des Gary-U.S.-Bonds-Klassikers New Orleans wurde das erfolgreichste der Band. Es gelangte auf den 2. Platz der Charts und erhielt die Silberne Schallplatte. Als die Band gerade auf Tour durch Deutschland war, verließ der Gitarrist Bernie Tormé die Band. Berichtet wurde allerdings auch, Tormé sei infolge eines Auftrittsversäumnisses für den Hit No Laughing in Heaven, den die Band mittels Playback bei der TV-Show Top of the Pops aufführen sollte, gefeuert worden.

### Die letzten beiden Alben
Ende 1981 wurde mit dem neuen Gitarristen Janick Gers (ehemals White Spirit, nachmals Iron Maiden) das fünfte Studioalbum Double Trouble eingespielt. Das Doppelalbum, das auch eine Liveplatte vom Reading Festival-Auftritt beinhaltet, fand aufgrund des erneuerten, sanfteren, Stils nicht mehr die ungeteilte Zustimmung der Käufer und erreichte die Chartposition 12. 1982 spielte Gillan das letzte Studioalbum Magic (UK-Charts #17) ein. Das Album gilt als das melodischste, und auch psychedelischste der Band, und beinhaltet unter anderem den schnellen Opener What’s The Matter, das blisternd-metallische Demon Driver sowie ein Cover von Stevie Wonders Living for the City. Ende 1982, nach dem finalen Auftritt in der Londoner Wembley Arena löste Ian Gillan die Band auf. Zum einen ist zu lesen, dass eine Stimmbandoperation eine längere Pause bedingte, zum anderen wird der Popularitätsverlust für den Rückzug verantwortlich gemacht. In einem Interview gab Ian Gillan 1991 an, dass die Magic-Produktion der Band schwergefallen sei, weil sich die Mitglieder untereinander uneinig gewesen seien, wodurch die Lieder keine richtige Energie verströmten, und somit hätte sich ihm zwangsläufig der Gedanke an das Ende der Gruppe aufgedrängt. Da den „namenlosen“ McCoy und Underwood eine Bekanntheitsplattform entzogen worden war, soll ihr Groll über diese Entscheidung des Bandleaders noch Jahre angedauert haben. Darüber hinaus wurde zum damaligen Zeitpunkt spekuliert, eine angedachte Reunion von Deep Purple könne dahinterstecken; umso verblüffter waren die, die das annahmen, als sich Gillan dann kurzzeitig Black Sabbath anschloss.

## Diskografie

### Studioalben
| Jahr | Titel                           | Höchstplatzierung, Gesamtwochen, AuszeichnungChartsChartplatzierungen (Jahr, Titel, Platzierungen, Wochen, Auszeichnungen, Anmerkungen) | Anmerkungen |
| Jahr | Titel                           | UK | Anmerkungen |
| ---- | ------------------------------- | --- | ----------- |
| 1978 | Gillan (aka The Japanese Album) | — |             |
| 1979 | Mr. Universe                    | UK11 (6 Wo.)UK |             |
| 1980 | Glory Road                      | UK3 Silber · (12 Wo.)UK |             |
| 1981 | Future Shock                    | UK2 Silber · (13 Wo.)UK |             |
| 1981 | Double Trouble                  | UK12 (14 Wo.)UK |             |
| 1982 | Magic                           | UK17 (6 Wo.)UK |             |

### Livealben
- 1990: Live at Reading ’80 (Raw Fruit)
- 1998: The BBC Tapes Vol 1: Dead of Night 1979 (RPM)
- 1998: The BBC Tapes Vol 2: Unchain Your Brain 1980 (RPM)
- 1999: Live At The BBC – 79/80 (Angel Air)
- 2001: Live Tokyo Shinjuku Koseinenkin Hall (Angel Air)
- 2002: On The Rocks Live in Germany, June 1981 (Angel Air)
- 2002: Live Wembley 17 December 1982 (Angel Air)
- 2006: Mutually Assured Destruction Glasgow 1982 (Angel Air)
- 2008: Live At The Marquee 1978 (Angel Air)
- 2008: No Easy Way (Angel Air)
- 2009: Triple Trouble (Edsel, aufgenommen von 1981 bis 1982)

### Kompilationen
- 1997: The Gillan Tapes Vol. 1 (Angel Air)
- 1999: The Gillan Tapes Vol. 2 (Angel Air)
- 2000: The Gillan Tapes Vol. 3 (Angel Air)
- 2007: Unchain Your Brain: The Best Of Gillan (Music Club)
- 2007: The Gillan Singles Box Set (Edsel)

### Singles
| Jahr | Titel Album                        | Höchstplatzierung, Gesamtwochen, AuszeichnungChartsChartplatzierungen (Jahr, Titel, Album, Platzierungen, Wochen, Auszeichnungen, Anmerkungen) | Anmerkungen |
| Jahr | Titel Album                        | UK | Anmerkungen |
| ---- | ---------------------------------- | --- | ----------- |
| 1980 | Sleeping on the Job Glory Road     | UK55 (3 Wo.)UK |             |
| 1980 | Trouble –                          | UK14 (6 Wo.)UK |             |
| 1981 | Mutually Assured Destruction –     | UK32 (5 Wo.)UK |             |
| 1981 | New Orleans Future Shock           | UK17 (10 Wo.)UK |             |
| 1981 | No Laughing in Heaven Future Shock | UK31 (6 Wo.)UK |             |
| 1981 | Nightmare Double Trouble           | UK36 (6 Wo.)UK |             |
| 1982 | Restless Double Trouble            | UK25 (7 Wo.)UK |             |
| 1982 | Living for the City Magic          | UK50 (3 Wo.)UK |             |

Weitere Singles
- 1979: Vengeance
- 1980: No Easy Way
- 1982: Long Gone

### Videoalben
- 2006: Live Edinburgh 1980 (Angel Air)
- 2008: The Glory Years (Eagle Rock, aufgenommen 1981)